# Txerkassi
Txerkassi (ucraïnès: Черка́си, pronunciació AFI t͡ʃerˈkɑsɪ) és una ciutat al centre d'Ucraïna. És la capital de la província de Txerkassi, així com el centre administratiu del districte de Txerkassi.
La ciutat és el centre cultural, educatiu i industrial de la província de Txerkassi i de la Regió Econòmica Central d'Ucraïna. Txerkassi es coneix des del segle xiii i ha tingut un gran paper en la història d'Ucraïna. Txerkassi era el centre de cosacs. Els seus ciutadans van prendre part en la rebel·lió de Khmelnitski i la Kolívsxina (rebel·lions de cosacs i camperols).
Situada al marge dret del Dnièper (concretament a l'embassament de Krementxuk), a uns 200 km al sud de la capital del país, Kíev, està dividida en 2 districtes (raions): Sosnivski (amb el llogaret d'Orxanets) i Pridniprovski. El juny de 2021, la ciutat va celebrar el seu 735è aniversari.

## Història
Txerkassi fou fundada probablement al segle xiii i integrada un segle més tard al Gran Ducat de Lituània. Era una fortalesa, lloc de refugi per als habitants de les estepes, més que una vila. La regió va esdevenir una staròstia, ràpidament lloc d'agrupació dels cosacs que formaven a mitjans del segle xvi la majoria de la seva població. Txerkassi era d'alguan manera la capital dels cosacs de les viles. Aigües avall del Dniéper ja començava el domini dels cosacs zaporoges
En 1569, després de la Unió de Lublin, la vila fou integrada a la corona polonesa, amb el conjunt d'Ucraïna.
Durant la Segona Guerra Mundial, Txerkassi fou bombardejada des del 22 de juny de 1941 i ocupada per l'exèrcit alemany el 22 d'agost següent. La regió de Txerkassi fou el teatre d'una gran batalla d'encerclament de diverses unitats alemanyes al llarg del Dniéper, al final de l'any 1943. A Korsun s'hi agrupava una bossa de 50.000 soldats de diverses unitats alemanyes i estrangeres, la 5a Divisió Panzergrenadier SS Wiking (voluntaris del nord d'Europa de les Waffen SS) i la 28a Brigada d'Assalt SS Valònia del cap rexista Léon Degrelle. El 17 de febrer del 1944 una operació d'avanç va aconseguir fer sortir de la "caldera" (Kessel en alemany) diversos milers d'homes. La ciutat va ser alliberada per l'Exèrcit Roig el 14 de desembre de 1943, però va ser gairebé del tot destruïda.
El 1954, la ciutat va esdevenir capital de la nova óblast de Txerkassi. En els anys 60, la ciutat va créixer ràpidament amb la nova central hidroelèctrica de Krementxuk i a l'embassament de Krementxuk. Es van posar en funcionament diverses instal·lacions industrials, incloent tres grans plantes químiques: Azot (fertilitzants de nitrogen) Himvolokno (fibres sintètiques) i Himreaktiv (reactius químics per a la defensa).

## Demografia
- 1897 - 29.600 habitants
- 1910 - 39.600 habitants
- 1926 - 39.500 habitants
- 1939 - 51.600 habitants
- 1959 - 85.000 habitants
- 1970 - 158.000 habitants
- 1977 - 229.000 habitants
- 1984 - 267.000 habitants
- 1989 - 290.300 habitants
- 2001 - 295.400 habitants[1]
- 2005 - 293.000 habitants
- 2012 - 286.200 habitants:[2]
- 2021 - 271.923 habitants[3]

Cens de 1926: 
- Ucraïnesos - 61,9%
- Jueus - 27,6%
- Russos - 8,6%

Cens de 1959: 
- Ucraïnesos - 70%
- Russos - 22%
- Jueus - 6%

## Agermanaments
- Santa Rosa (Estats Units) - des de 1989. Oficialment des del 6 de març de 1991
- Bydgoszcz (Polònia) - des del 17 de setembre de 2000
- Sumqayit (Azerbaidjan) - des del 3 de setembre de 2003
- Madaba (Jordània) - des del 16 setembre de 2011
- Rustavi (Geòrgia) - des del 28 de març de 2012
- Kuşadası (Turquia) - des del 19 de març de 2019
- Ferganà (Uzbekistan) - des del 16 de setembre de 2019
- Vagharxapat (Armènia) - des del 8 d'octubre de 2021